# Bazhou (Bazhong)

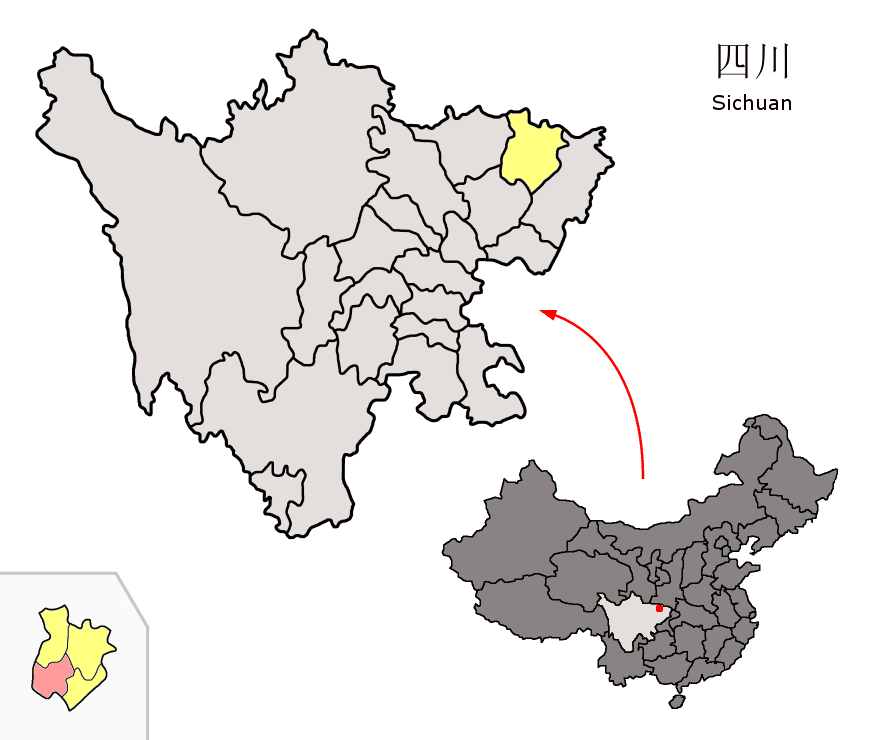
Lage des Stadtbezirks Bazhou (rosa) im Gebiet der Stadt Bazhong (gelb).

Bazhou (chinesisch 巴州区, Pinyin Bāzhōu Qū) ist ein Stadtbezirk der bezirksfreien Stadt Bazhong in der chinesischen Provinz Sichuan. Er hatte eine Fläche von 1.418 km² und zählt 719.038 Einwohner (Stand: Zensus 2020). Im Februar 2013 wurden ca. 1.000 km² Fläche mit ca. 620.000 Einwohnern ausgegliedert und daraus der neue Stadtbezirk Enyang gebildet.

## Administrative Gliederung
Auf Gemeindeebene setzt sich der Stadtbezirk aus vier Straßenvierteln, elf Großgemeinden und 13 Gemeinden zusammen. 